# هتل یخ
هتل یخ (انگلیسی: Icehotel) 
هتلی در روستای یوکاسیاروی ، در شمال سوئد است ، که در حدود ۱۷ کیلومتری کیرونا واقع شده است. این هتل اولین هتل یخی جهان است.